# Miloš Injac
Miloš Injac (8 settembre 1988) è un giocatore di football americano e politico serbo, che gioca nel ruolo di defensive lineman per i Belgrade Blue Dragons.
Nel 2024 è stato eletto al consiglio comunale di Belgrado per il partito ZLF.